# Blechnum montanum
Blechnum montanum là một loài dương xỉ trong họ Blechnaceae. Loài này được T.C.Chambers & P.A.Farrant mô tả khoa học đầu tiên năm 1998.
Danh pháp khoa học của loài này chưa được làm sáng tỏ. 